# Vladimir Jankélévitch
Vladimir Jankélévitch (31 augustus 1903 - 6 juni 1985) was een Franse filosoof en musicoloog. 

## Biografie
Jankélévitch was de zoon van Russische joodse ouders, die naar Frankrijk waren geëmigreerd. In 1922 begon hij filosofie te studeren aan de École normale supérieure in Parijs, onder professor Bergson. In 1924 voltooide hij zijn DES-scriptie (diplôme d'études supérieures, ongeveer gelijk aan een MA-scriptie) over Le Traité: la dialectique. Ennéade I 3 de Plotin onder leiding van Émile Bréhier.
Van 1927-32 gaf hij les aan het Institut Français in Praag, waar hij zijn doctoraat over Schelling schreef. Hij keerde terug naar Frankrijk in 1933, waar hij les gaf aan het Lycée du Parc in Lyon en aan vele universiteiten, waaronder Toulouse en Lille. In 1941 trad hij toe tot het Franse verzet. Na de oorlog, in 1951, werd hij benoemd tot voorzitter van de moraalfilosofie aan de Sorbonne (Parijs I na 1971), waar hij les gaf tot 1978. 
Jankélévitch, die gebruik maakte van platonistische, neoplatonistische en Griekse patristische bronnen bij het vormen van zijn in wezen agnostische gedachtegoed, was vastberaden in zijn oppositie tegen de Duitse filosofische invloed. Hij verklaarde dat "Vergeving stierf in de vernietigingskampen", en dat het niet mogelijk was voor de daders van nazi-misdaden om vergeven te worden. Jankélévitch schreef over de esthetiek van muziek: hij schreef boeken over o.a. Maurice Ravel en Gabriel Fauré.

## Notes
1. ↑  Alan D. Schrift, Twentieth-Century French Philosophy: Key Themes and Thinkers, John Wiley & Sons, 2009, pp. 140–1.
2. ↑  Banki, Peter (2017). The Forgiveness to Come: The Holocaust and the Hyper-Ethical. Fordham University Press. DOI:10.5422/fordham/9780823278640.001.0001/upso-9780823278640-chapter-005, "A Hyper-Ethics of Irreconcilable Contradictions: Vladimir Jankélévitch".